# Pohjola (Turku)
Pour les articles homonymes, voir Pohjola (homonymie).
Pohjola est un quartier du district de Länsikeskus à Turku en Finlande.

## Description
Il est situé au nord du centre-ville entre Ratapihankatu et Kähäri et fait partie du district de Länsikeskus.
La gare principale de Turku se trouve à Pohjola.